# Hôpital Fattouma-Bourguiba de Monastir
L'hôpital Fattouma-Bourguiba de Monastir est un établissement de santé publique et un centre hospitalo-universitaire tunisien situé à Monastir.
C'est un établissement public à caractère administratif doté de la personnalité morale et de l'autonomie financière tout en étant sous la supervision du ministère de la Santé,.

## Historique
L'hôpital Fattouma-Bourguiba de Monastir est l'un des plus anciens établissements de la Tunisie : il est construit au début du XXe siècle par des citoyens bénévoles de la région.
Il ouvre ses portes en 1910 comme hôpital auxiliaire offrant des soins de première ligne.
En 1964, il se transforme d'un dispensaire local en un hôpital de circonscription.
Il obtient la dénomination d'hôpital régional en 1968 en améliorant les spécialités existantes et en ajoutant d'autres dont la chirurgie, la gynécologie obstétrique et la pédiatrie.
En 1983, à la suite de la création de la faculté de médecine de Monastir, la vocation hospitalo-universitaire lui est accordée.

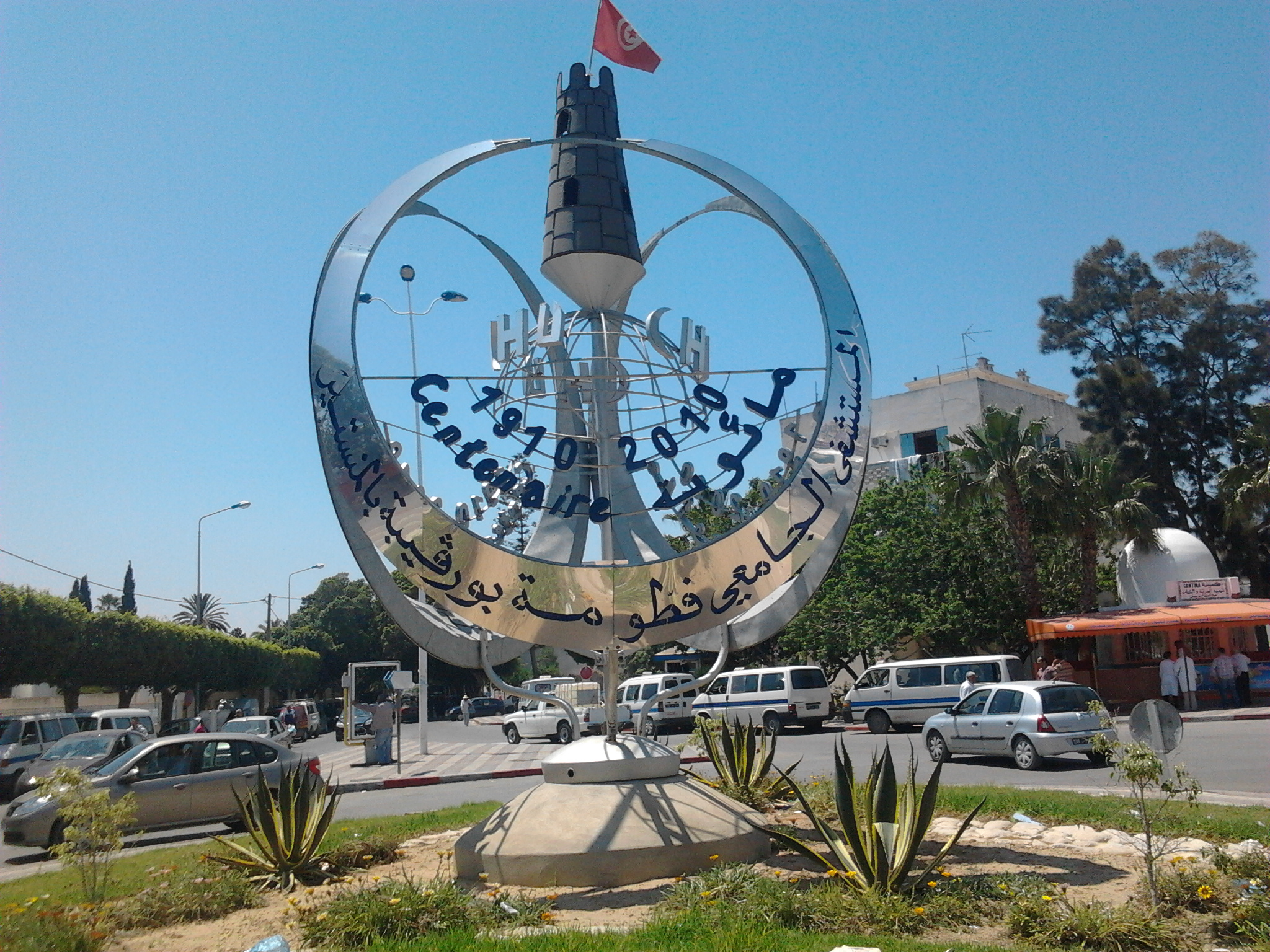
Commémoration du centenaire de l'hôpital sur un rond-point.

Il subit de nombreuses extensions de ses bâtiments et la mise en place de services en différentes spécialités.
En 1994, l'hôpital, un établissement public à caractère administratif, est reclassé en établissement public de santé selon la loi no 93-116 en date du 22 novembre 1993 à la suite de la réforme hospitalière adoptée par le ministère de la Santé publique.
En 2010, l'hôpital fête son centenaire.
En 2014, il compte 39 services et 888 lits d'hospitalisation.
Cet hôpital pluridisciplinaire constitue aujourd'hui un établissement de formation de base et de formation continue pour tous les professionnels de la santé, issus ou non des structures universitaires à caractère médical et sanitaire de la ville et d'ailleurs, celles directement affiliés sont :
- la faculté de médecine de Monastir ;
- la faculté de médecine dentaire de Monastir ;
- l'École supérieure des sciences et techniques de la santé de Monastir.

## Activités

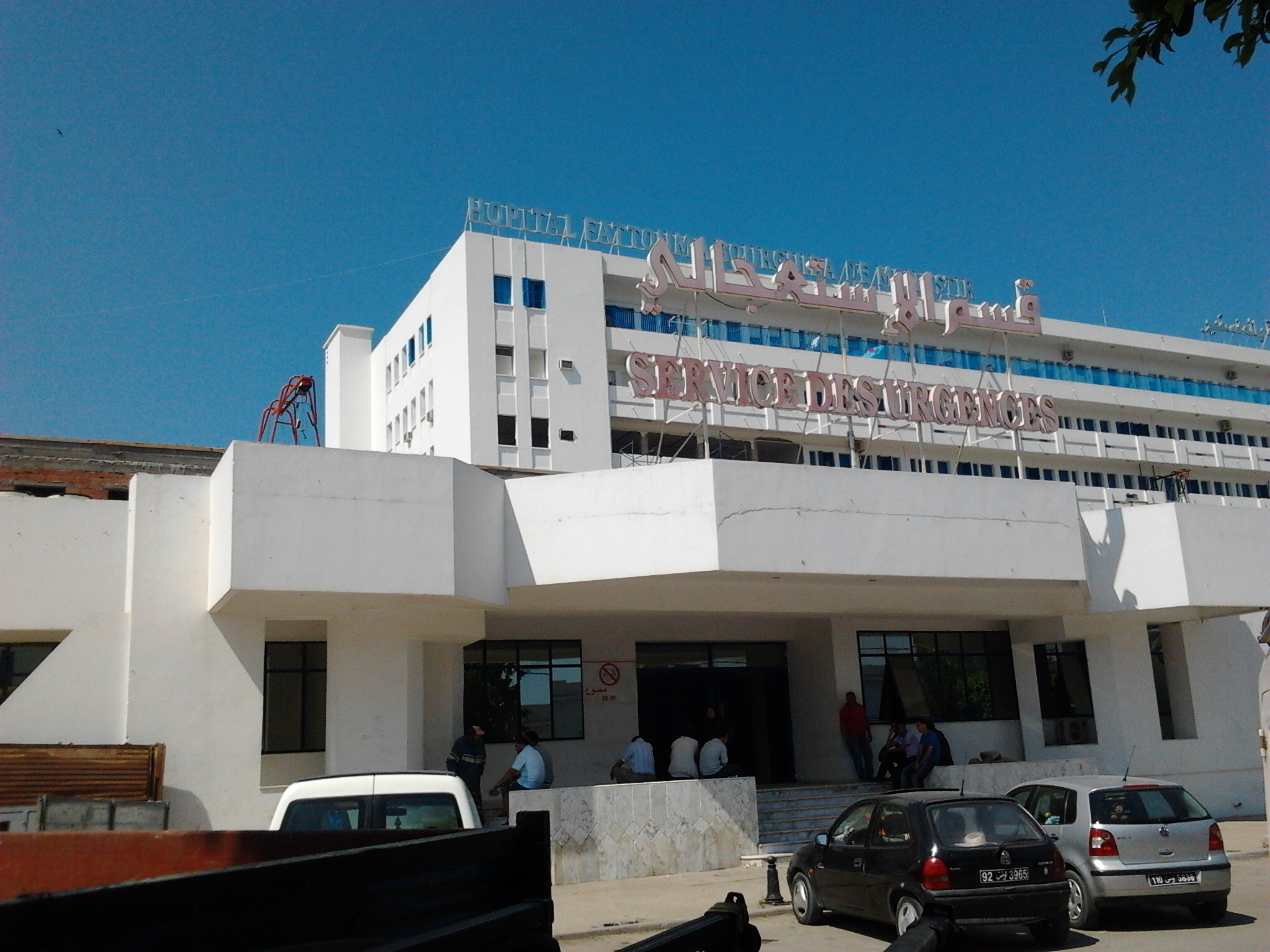
Service d'urgences de l'hôpital Fattouma-Bourguiba.

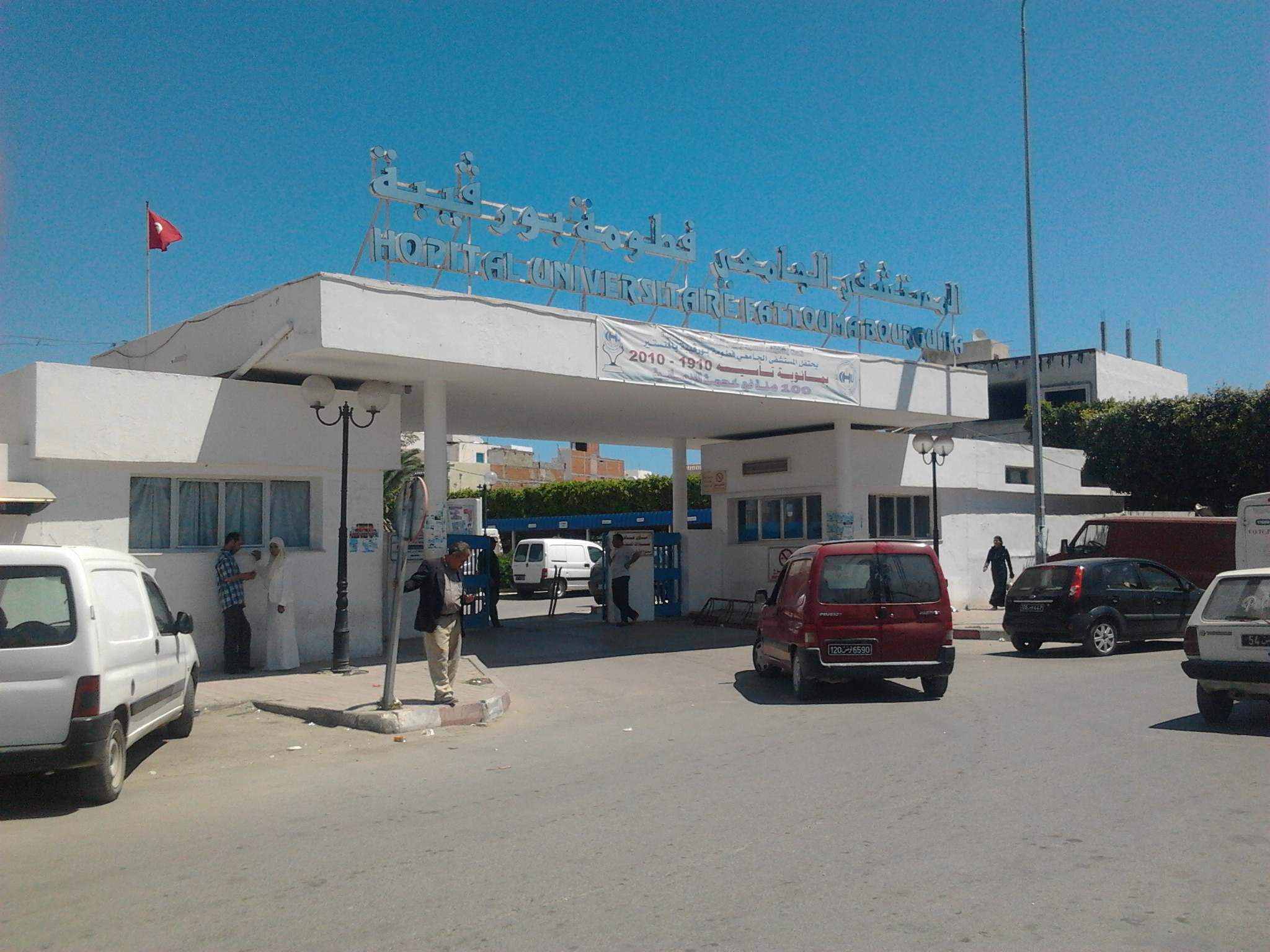
Entrée de l'hôpital.

L'hôpital universitaire Fattouma-Bourguiba est considéré comme l'un des piliers de l'infrastructure de santé du pays grâce à la diversité de ses spécialités et à la compétence de ses équipes opérationnelles,.
Il a pour mission principale de fournir des soins ainsi que d'assurer la prévention, l'enseignement et la recherche dans les domaines médical et sanitaire.
Ce centre hospitalo-universitaire participe activement à l'enseignement universitaire et post-universitaire dans les domaines de la médecine, de la pharmacie et de la médecine dentaire ainsi qu'au secteur paramédical. Il contribue également à des travaux de recherche scientifique en matière de médecine, de pharmacie et de médecine dentaire.
L'hôpital universitaire Fattouma-Bourguiba comporte 39 services se répartissant sur deux sites distincts : le premier site avec l'unité médico-chirurgicale, considéré comme le siège principal de l'établissement, est situé sur l'avenue Farhat-Hached, tandis que le deuxième site, abritant l'unité de maternité et de néonatalogie, a ouvert ses portes le 12 juin 2009, est situé sur la rue du 1er-Juin 1995.
Les 39 services se répartissent comme suit :
- 25 services médico-chirurgicaux d'hospitalisation ;
- 3 services médico-sociaux ;
- 5 laboratoires (laboratoires de biochimie, de bactériologie-parasitologie-immunologie, d'anatomopathologie et d'hématologie ainsi que banque du sang) ;
- 1 service de stomatologie ;
- 2 services de radiologie ;
- 1 service d'hygiène ;
- 2 pharmacies.

Les disciplines et les services disponibles sur le premier site sont :
- Pédiatrie ;
- Chirurgie pédiatrique ;
- Néphrologie ;
- Neurologie ;
- Stomatologie ;
- Médecine du travail ;
- Orthopédie ;
- Chirurgie générale ;
- Maladies infectieuses ;
- Cardiologie A et B ;
- Urologie masculine et féminine ;
- Bio-urologie ;
- Réanimation polyvalente ;
- Urgences ;
- Ophtalmologie ;
- Rhumatologie ;
- ORL ;
- Gastro-entérologie ;
- Anesthésie-réanimation ;
- Médecine interne et endocrinologie ;
- Neurochirurgie ;
- Pneumologie ;
- Radiologie ;
- Psychiatrie ;
- Biologie de la reproduction et cytogénétique ;
- Laboratoires ;
- Hygiène ;
- Dermatologie ;
- Rééducation fonctionnelle ;
- Médecine légale ;
- Médecine préventive et épidémiologie ;
- Pharmacie.

Les disciplines et les services disponibles sur deuxième site sont :
- Maternité ;
- Néonatalogie ;
- Anesthésie-réanimation B ;
- Radiologie ;
- Laboratoires ;
- Consultations ;
- Pharmacie.

## Infrastructure
L'hôpital Fattouma-Bourguiba est situé dans la ville de Monastir, chef-lieu du gouvernorat de Monastir. L'hôpital est implanté sur un terrain d'une superficie d'environ 1,4 hectare.
Le premier site est constitué de trois structures hospitalières :
- Bâtiment 1 (R+2) : chirurgie pédiatrique, cardiologie, orthopédie, chimiurgie, réanimation-anesthésie, urgences, urologie, pédiatrie, néphrologie, endocrinologie ;
- Bâtiment 2 (R+6) : maladies infectieuses, gastrologie, ORL, laboratoire anatomopathologique ;
- Bâtiment 3 (R+4) : neurochirurgie, réanimation polyvalente, pneumologie, ophtalmologie, rhumatologie, dermatologie, psychiatrie, consultations externes, laboratoires (hématologie, biochimie et bactériologie).

Le deuxième site accueille sept services : maternité, néonatalogie, réanimation, radiologie, laboratoire et pharmacie.